# 1292 Advanced Programmable Video System
La 1292 Advanced Programmable Video System è una console per videogiochi prodotta dalla Radofin nel 1978.
Fa parte di un gruppo di console dotate di software compatibile che include l'Interton VC4000 e il Voltmace Database.
Il modello 1392 Advanced Programmable Video System include al suo interno l'alimentazione.

## Specifiche

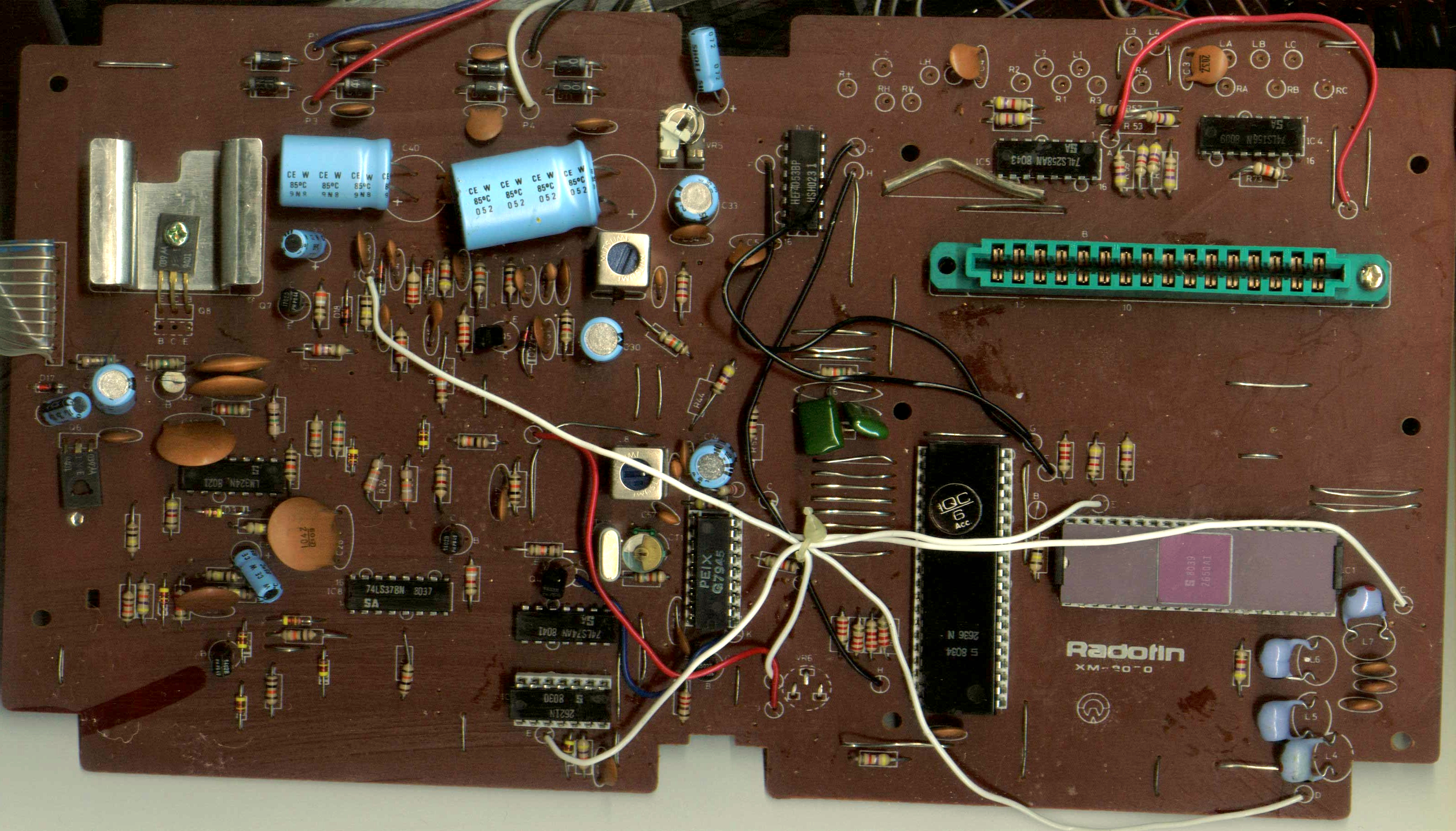
Circuito stampato dell'Acetronic MPU-1000.

- CPU: 8-bit Signetics 2650AI a 0,887 MHz[2]
- Co-processore Audio, video, e gestione I/O: Signetics 2636N a 3,58 MHz, indirizza 32 kB di memoria in banchi da 8 kB (versione meno potente rispetto al modello successivo, il Signetics 2637, usato nella famiglia di console Arcadia 2001).
- Memoria: 43 byte

### Grafica
- Sprites: 4 sprite con singolo colore (combinandoli insieme se ne può ottenere 1 ad 8 colori)
- 1 riga per la visualizzazione del punteggio a 4 cifre in formato Binary-coded decimal (BCD)
- Lo sfondo consiste in una serie di linee alternate

### Varie
- Controller: 2 joystick con 12 bottoni e 2 assi
- Alimentazione: Ingresso 250 V, 50 Hz; Uscita 9,5 V, 0,4 A e 15 V, 0,11 A

### Programmazione da utente
Era disponibile un costoso (£49 sterline del Regno unito nel 1977) Hobby Module, che forniva 6.5 kb di memoria programmabile da parte dell'utente ed un connettore DIN a 5 pin che permetteva di salvare il software su un lettore a cassette. Questo convertiva l'unità in qualcosa che era a metà strada tra un home computer e un'ordinaria console di gioco.
L'utente doveva aver familiarità con la programmazione della CPU Signetics 2650 in linguaggio assembly ed alla architettura dei suoi registri. Per esempio, sulla maggior parte dei processori, l'istruzione 0 indica "nessun operazione" (no-operation) mentre con il 2650 istruiva il processore ad eseguire un "Branch To Address In Immediate Register B" (salto ad un indirizzo in memoria presente nel registro B). Questo era sorgente di parecchi problemi di debug per i programmatori hobbisti non esperti.

## Storia
Dopo un periodo di oltre quattro anni in cui il mercato fu dominato da varianti di Pong, con giochi preinstallati, nel 1978 ci fu una prima crisi del settore. L'interesse del pubblico si rivolse a sistemi più complessi dotati di CPU e cartucce intercambiabili contenenti il solo programma, come Fairchild VES (1976) o Atari VCS (1977). Tornava quindi in auge il principio delle cartucce già proposto con la Magnavox Odyssey nel 1972, però contenenti il solo programma per la CPU, con numero di programmi sviluppabile teoricamente infinito e non limitato a quanto già presente nella console. La statunitense Radofin lanciò la prima di questo gruppo di console compatibili, il 1292 Advanced Programmable Video System, avviando il cosiddetto standard Radofin. Diversi produttori lanciarono vari sistemi compatibili, basati sullo stesso microprocessore Signetics 2650 e GPU Signetics 2636. Si fece notare in particolare il sistema di produzione tedesca Interton VC 4000, tra i più diffusi in Europa, con un ricco parco titoli.

## Versioni prodotte
La console è stata prodotta da parecchie aziende, e venduta con differenti nomi. Non tutte le versioni sono compatibili, a causa di differenze nelle forme e nelle dimensioni degli slot delle cartucce e delle console stesse (sono però software compatibili).
Qui sotto un elenco delle diverse console, divise in famiglie di compatibilità (a causa dei suddetti slot).
| Nome                                        | Produttore                    | Paese       | Famiglia di compatibilità               | Note | Immagine                 |
| ------------------------------------------- | ----------------------------- | ----------- | --------------------------------------- | --- | ------------------------ |
| 1292 Advanced Programmable Video System     | Radofin                       |             | 1292 Advanced Programmable Video System | Conosciuto come "Radofin Programmierbares Video System" in Germania (1978)                                                       |                          |
| 1392 Advanced Programmable Video System     | Radofin                       |             | 1292 Advanced Programmable Video System | (1978) |                          |
| HMG-1292 Advanced Programmable Video System | Hanimex                       |             | 1292 Advanced Programmable Video System | |                          |
| HMG-1392 Advanced Programmable Video System | Hanimex                       |             | 1292 Advanced Programmable Video System | |                          |
| Force 2                                     | Fountain                      |             | 1292 Advanced Programmable Video System | |                          |
| 1292 Advanced Programmable Video System     | Fountain                      |             | 1292 Advanced Programmable Video System | |                          |
| 1392 Advanced Programmable Video System     | Fountain                      |             | 1292 Advanced Programmable Video System | |                          |
| Advanced Programmable Video System          | Grandstand                    |             | 1292 Advanced Programmable Video System | |                          |
| Lansay 1392                                 | Lansay                        |             | 1292 Advanced Programmable Video System | |                          |
| PP-1292 Advanced Programmable Video System  | Audiosonic                    |             | 1292 Advanced Programmable Video System | |                          |
| PP-1392 Advanced Programmable Video System  | Audiosonic                    |             | 1292 Advanced Programmable Video System | |                          |
| VC-6000                                     | Prinztronic                   |             | 1292 Advanced Programmable Video System | (1978) |                          |
| Tournament                                  | Prinztronic                   |             | 1292 Advanced Programmable Video System | |                          |
| MPU-1000                                    | Acetronic                     |             | 1292 Advanced Programmable Video System | (1979) |                          |
| MPU-2000                                    | Acetronic                     |             | 1292 Advanced Programmable Video System | (1979) |                          |
| Database                                    | Videomaster                   |             | Database                                | | Voltmace Database System |
| Database                                    | Waddington/Voltmace           | Regno Unito | Database                                | |                          |
| Television Computer System                  | Rowtron                       | Regno Unito | Television Computer System              | |                          |
| Television Computer System                  | Teleng                        | Regno Unito | Television Computer System              | (1979) |                          |
| OC-2000                                     | OC Jeu Video TV Karvan        | Francia     | Video TV Game                           | |                          |
| OC-2000                                     | Societe Occitane Electronique | Francia     | Video TV Game                           | (1979) |                          |
| Video Ordinateur MPT-05                     | ITMC                          |             | MPT-05                                  | |                          |
| Super Play Computer 4000                    | Grundig                       | Germania    | Interton VC-4000                        | |                          |
| VC-4000                                     | Interton                      |             | Interton VC-4000                        | |                          |
| Tele-Video-Computer TVC 4000                | Körting/Neckermann            |             | Interton VC-4000                        | |                          |
| CX-3000 Data Bass Sistem                    | Palson                        | Spagna      | Interton VC-4000                        | |                          |
| Tele Computer                               | Aureac                        | Spagna      | Interton VC-4000                        | Palson CX-3000 clone |                          |
| Universal Game Computer                     | Cabel Electronic              | Italia      |                                         | (1982) Curno, bergamo |                          |
| Video Computer H-21                         | TRQ                           | Spagna      | Interton VC-4000 (parzialmente)         | Le cartucce TRQ possono essere usate nell'Interton ma non il viceversa (non entrano)                                             |                          |
| Elektor TV Games Computer                   | Elektor                       |             |                                         | (1979) macchina per sviluppare i giochi per vc4000. Ha la sua ROM, 2K di RAM. No cartucce, no joystick ma interfaccia a cassette |                          |

## Videogiochi
Si consulti Giochi Interton VC 4000 per la lista completa di tutti i 59 giochi rilasciati per l'intera famiglia di console.